# 司雯嘉
司雯嘉（1986年10月24日—），原名司力，英文名“Lily”，女，汉族，上海人，上海广播电视台（SMG）节目主持人，中共党员，2009年6月毕业于上海戏剧学院广播电视学院播音与主持艺术专业。2009年7月进入上海广播电视台艺术人文频道担任主持人工作。2014年开始在东方卫视主持《娱乐星天地》节目。目前在上海广播电视台东方卫视中心担任主持人。

## 简介
小学就读于虹口区第三中心小学，初中就读于上海市复兴初级中学，高中就读于上海市复兴高级中学。在校期间曾获2002年上海市学生艺术节单项比赛独舞金奖、2003年上海市学生艺术节单项比赛双人舞金奖。2004年获瑞丽第2届封面女孩大赛华东赛区亚军和最佳气质奖。2005年9月，以播音主持、表演专业成绩双双第一的身份考进上海戏剧学院播音与主持艺术专业，并于在上戏本科在读期间，在当年举办的上海戏剧学院主持人大赛中获银话筒奖。2006年获上海旅游形象大使评选活动亚军和最具魅力奖。2012年获中国电视艺术家协会主持人专业委员会年度节目主持人优秀论文评选活动全国三等奖。2013年在SMG“名、优、新播音员主持人”评选活动中荣获“主持新秀”称号。2014年2月14日与上海广播电视台《动感101》节目主播高山峰结婚。2015年5月3日，女儿（乳名小米粒）出生。2016年6月23日从上海戏剧学院艺术管理专业研究生毕业，并获得硕士学位。
除了活跃在主持界之外，司雯嘉还曾演唱过2005年湖南卫视《闪亮新主播》选秀节目主题曲和仁和闪亮滴眼露广告主题曲《闪亮天使》。也曾参演过电视剧，在2011年上映的《爱情公寓2》第8集中饰演与关谷（王传君饰）见面的女网友小曼这一角色。还曾出演过《当爱情经过的时候》和《我有阳光》等微电影。此外还曾担任《瑞丽》、《今日佳丽》、《上海服饰》、《ORANGE橘子》等杂志的平面模特。为索尼、巴黎婚纱等品牌拍摄平面广告。为仁和闪亮滴眼露、旺旺奶粉、麦当劳、《新闻晨报》等品牌拍摄电视广告。

## 影视作品

### 电影
| 上映年份 | 电影名               | 角色 | 备注                                                                      |
| 2012年   | 《当爱情经过的时候》 | 蓝荟 | 北京国际电影季 第十九届北京大学生电影节 第13届大学生原创影片大赛 参赛影片 |
| 2013年   | 《我有阳光》         | 刘颖 | 国内首部青少年事务社工主题微电影                                          |

### 电视剧
| 首播年份 | 剧名          | 角色   | 备注                                           |
| 2011年   | 《爱情公寓2》 | 小曼   | 小学语文教师，和关谷（王传君饰）在网上聊天相识 |
| 2020年   | 《时光战纪》  | 纪双双 |                                                |
| 2022年   | 《蓝焰突击》  | 许蔓   |                                                |

## 綜藝節目
| 出品年份 | 節目名稱                          | 备注           |
| 2018年   | 東方卫视《中国梦之声·下一站传奇》 | 與林海共同主持 |

## 音乐作品
| 出品年份 | 歌曲名稱     | 备注                                                          |
| 2005年   | 《闪亮天使》 | 湖南卫视《闪亮新主播》选秀节目主题曲 仁和闪亮滴眼露广告主题曲 |